# Mont-Saint-Martin (Alvernia-Rodano-Alpi)
Mont-Saint-Martin è un comune francese di 95 abitanti situato nel dipartimento dell'Isère della regione dell'Alvernia-Rodano-Alpi.

## Società

### Evoluzione demografica
Abitanti censiti